# In vitro
In vitro se referă la tehnica de a executa un anumit experiment într-un mediu controlat în afara unui organism viu, de exemplu, într-o eprubetă. Fertilizarea in vitro este un bine cunoscut exemplu în acest sens. Multe experimente din biologia celulară sunt efectuate în afara organismelor sau celulelor. Deoarece condițiile de testare nu coincid cu cele din interiorul organismului, rezultatele nu sunt întotdeauna concludente. Prin urmare, astfel de rezultate experimentale sunt de multe ori adnotate cu in vitro.